# Supernatural (Kesha)
Supernatural è un brano musicale della cantautrice statunitense Kesha, decima traccia del suo secondo album in studio Warrior.

## Produzione
La canzone è stata scritta nel 2012, dopo il tour mondiale dell'artista. Prima di lavorare sul suo secondo album in studio ha compiuto un viaggio spirituale. Successivamente ha rilasciato un'intervista, dichiarando «Sono rimasta ipnotizzata, e volevo davvero questo album per essere realmente positiva, cruda e vulnerabile. Volevo vivere la magia della vita».

## Composizione
La canzone parla delle relazioni erotiche che l'artista ha avuto con i fantasmi. MTV ha chiamato la canzone «un letto di luccicanti synth e basso nodoso che costruisce gradualmente una torsione, rapidità contrastante delle pause elettroniche». I versi del ritornello seguono un ritmo rappato e, verso la fine della traccia, si verifica una distorsione musicale. Inoltre PopCrush ha notato che la traccia dance ha una tonalità glitter. Quando le chiesero se ha avuto realmente relazioni sessuali con fantasmi, lei ha risposto «Non vi sto prendendo in giro. Sono onesta perché penso che ci credo». Malgrado la connotazione soprannaturale, la canzone tratta di un romanticismo ultraterreno.

## Critica
MTV ritiene che il singolo sia il frutto di una maturità di Kesha, dichiarando «È il tipo di produzione high-gloss che ha evitato in gran parte nel suo album Animal...». Anche se la voce di Kesha è ancora mascherata dalla produzione di Dr. Luke, MTV dice: «Grande sentire Kesha in azione...». Billboard invece dice che «La melodia sembra simile al tormentone degli anni '80 di Nik Kershaw, Wouldn't It Be Good. Supernatural è un brano sorprendentemente forte a protendersi verso l'altro lato, per così dire.».